# Petra Pérez Florido
Petra Pérez Florido (Valle de Abdalajis, 7 décembre 1845 - Barcelone, 16 août 1906) est une religieuse espagnole fondatrice des Mères des abandonnés, et initiatrice de la construction du sanctuaire royal de Saint-Joseph de la Montaña (es) à Barcelone. Elle est reconnue bienheureuse par l'Église catholique, et fêtée le 16 août.

## Biographie
Ana Josefa naît le 7 décembre 1845 dans la valle de Abdalajis (province de Malaga), elle est la plus jeune des cinq enfants de José Pérez Reina et María Florido González. Cette dernière meurt alors qu'Ana Josefa n'a que trois ans, c'est donc sa grand-mère paternelle qui prend soin de son éducation. Adolescente, elle tombe amoureuse d'un jeune homme mais peu de temps avant de se marier, elle décide de rompre. Son père lui interdisant de devenir religieuse, elle consacre son temps à la prière et aux œuvres de charité en particulier ceux qui sont abandonnés et devient amie avec Josefita Muñoz, une autre jeune femme qui veut être religieuse et que ses voisins appellent "la sainte". La vie de famille est affectée par l’insécurité qui règne dans tout le pays et José Pérez Reina, maire de 1869 à 1870, doit fuir et quitter la maison pour sauver sa vie lors de la révolte des habitants de Malaga en mars 1873, prémices de la Révolution cantonale.
Après ces événements, son père assouplit sa position face à la vocation d'Ana Josefa et lui permet de se consacrer entièrement à la charité, bien qu'il continue à ne pas autoriser son entrée en religion. En 1873, elle loue une maison et recueille les personnes âgées sans abri de la ville. Une cousine de 18 ans, María, la rejoint dans cette tâche, mais décède 7 mois après. Lorsque le père de Maria meurt, il fait un don qui permet d’acheter la première maison se trouvant devant l’église paroissiale et qui est appelée la "maison des pauvres". Ana Josefa et Josefita déménagent pour vivre avec les personnes âgées dont elles s'occupent. Peu après, Francisquita Bravo Muñoz, (future mère Magdalena de San José) et plus tard sa sœur Isabel Bravo Muñoz se joignent à elles.
Elles ouvrent un deuxième asile le 19 mars 1877 dans la ville voisine d'Alora. Elles louent l'arrière de la maison consistant en un petit patio, un rez-de-chaussée et une chambre basse. Le père d'Ana Josefa décède le 11 janvier de la même année, ce qui lui permet, avec Josefita, de s'installer dans le nouvel asile, mais cela ne dure pas plus de 15 jours car elle est remplacée par Isabel Bravo. Au début, 18 personnes âgées sont accueillis. À cette époque, elles sont rejointes par Rafaela Conejo Giménez (qui deviendra supérieure générale de la congrégation sous le nom de Mère Trinidad de San José).
En mai 1878, Rafaela et Josefita s'installent à Malaga car le médecin de la première lui a prescrit des bains de mer. Là, elles entrent en contact avec les Petites Sœurs des pauvres et d'autres religieuses, ce qui renforce leur désir de se consacrer à Dieu. Elles demandent l'avis du père franciscain Mariano, directeur spirituel d'Ana Josefa, qui leur conseille de ne pas rejoindre les Petites Sœurs et de consulter l'évêque du diocèse. Comme il est absent, elles sont accueillies par son secrétaire, qui leur fait rencontrer Jean Népomucène Zegrí, fondateur des Sœurs de la charité de Notre-Dame de la Merci (souvent nommées Mercédaires de la charité). Ana Josefa décide de devenir religieuse dans cette congrégation, Josefita ne quitte pas la vallée et continue son action dans la maison des pauvres accompagnée d'Isabel Bravo, trop jeune pour devenir religieuse, Francisquita veut l'accompagner, mais ses frères s'opposent à son désir de devenir religieuse et la forcent à retourner dans la vallée contre son gré (possible à l'époque).
Le 1er novembre 1878, Ana Josefa entre chez les mercédaires mais en sort quelques mois plus tard et retourne à Álora pour continuer à s'occuper des personnes âgées avec Rafaela, qui entre au couvent mercédaire de San Carlos, se cachant de sa famille qui la réclame. Une fois qu'Ana Josefa reçoit les droits de la maison de Álora de la part de Josefita, elle renonce aux siens et les cède au père Zegrí qui la garde comme supérieure de la maison d'Álora. Le 24 décembre 1878, ses anciennes compagnes Francisquita, Isabel et Rafaela qui réussissent à la rejoindre après avoir exercé des pressions sur leurs familles respectives et prennent l'habit religieux des Sœurs mercédaires en 1879. Ana, avec deux de ses compagnons et quatre autres religieuses, est envoyée à l'hôpital de Vélez-Málaga, gouverné par une association de charité jusqu'au 31 janvier 1879, date à laquelle la municipalité de la ville transfère sa gestion à Zegrí. La situation à l'hôpital est lamentable, les pauvres et les malades dorment par terre sur des matelas de paille, la propreté et les soins sont rares. Les religieuses et les novices donnent leurs lits aux malades et se consacrent à leur nettoyage et à leurs soins.
Ana consulte son directeur spirituel, le père Mariano, qui lui conseille de quitter la congrégation, regrettant de l'avoir recommandée. Deux autres prêtres qu'elle consulte lui répondent de la même manière. Après une rencontre avec Zegrí, elle abandonne l'habit religieux. Le 23 septembre 1879, Zegrí déplace les sœurs mercédaires à l'hôpital à Álora, car il lui appartient maintenant. Une religieuse mercédaire reste à Vélez. Ana et ses compagnes continuent à travailler à l'hôpital, vêtues d'une robe noire. Mgr Gomez Salazar est informé de l'affaire et souhaite rencontrer Ana, et lui conseille de ne pas entrer, ainsi que ses compagnes, dans un autre institut et de continuer à travailler avec les malades pendant une période d'essai de deux ans. Au cours de cette période, elles élargissent le nombre de personnes aidées et accueillent celles qui sont âgées et pauvres, en plus des malades qu'elles soignaient déjà. La mortalité hospitalière chute. Petra Pérez Florido établit un calendrier de prières, de travail et de silence pour elle et ses compagnes.

## Fondation

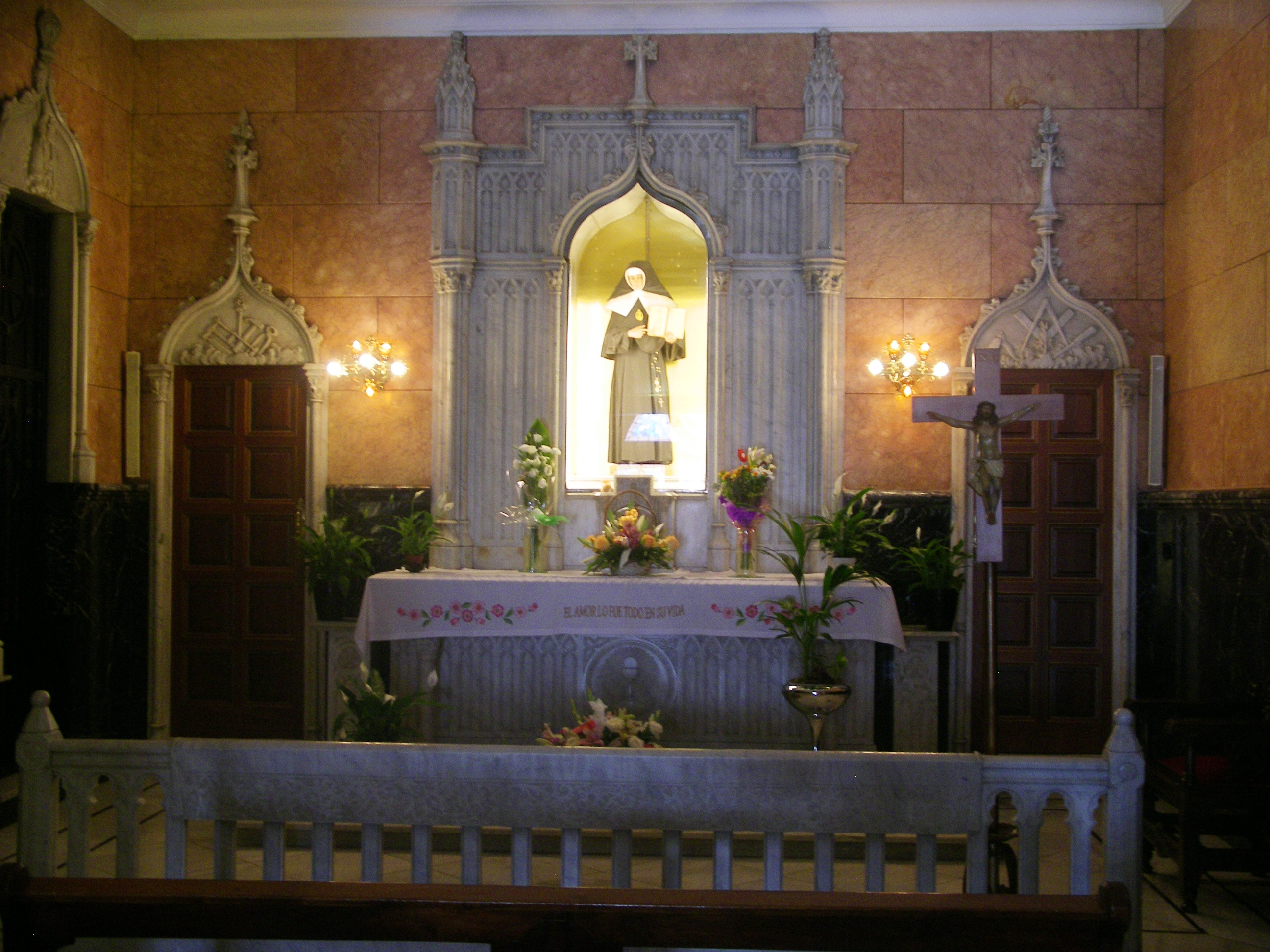
Tombeau de Petra dans le.

L'évêque de Malaga, Manuel Gómez Salazar, les exhorte à fonder leur propre congrégation, et leur suggère de le faire sous l'invocation de Notre-Dame des Abandonnés (Virgen de los Desamparados en espagnol). Il leur donne l'habit religieux le 2 février 1881 après dix jours d'exercices spirituels auprès du jeune prêtre Francisco Coca. À partir de ce jour, Ana prend le nom de religion de Petra de San José ; Francisquita Bravo Muñoz devient Magdalena de San José ; Isabel Bravo Muñoz, Natividad de San José ; Rafaela Conejo Jiménez, Trinidad de San José ; et l'ancienne religieuse mercenaire, Visitation de San José.
L'année d'après la profession, elles veulent se préparer à renouveler leurs vœux en faisant des  exercices spirituels. Mère Petra veut leur donner un père de la Compagnie de Jésus. Le supérieur de Málaga les envoie au père Pascual Barrado, qui conseille notamment à Mère Petra de fonder un noviciat, l'hôpital n'étant pas un lieu de silence, de recueillement et de prière. Avec l'aide du père Coca, elles trouvent une maison à Malaga offerte par un couple en échange d'une école pour les enfants du quartier. À Vélez, beaucoup pensent que les 12 religieuses vont quitter l'hôpital et le conseil municipal impose des normes d'isolement. Le 8 juin 1882, 7 religieuses y compris la Mère Petra sortent secrètement de Vélez la nuit. Mère Magdalena reste en tant que supérieure. Les premiers jours à Malaga sont difficiles. La maison est très modeste et très sale. À ces conditions difficiles, s'ajoute le fait que sœur Visitation s’échappe et retourne à Vélez où elle rencontre le maire et lui propose de diriger l'hôpital. Les esprits se calment mais les religieuses de Mère Pétra partent pour toujours de Vélez et sœur Visitation quitte son habit. Ces événements enveniment l'atmosphère de Malaga. Ce sont des villes voisines et les rumeurs se propagent. Les garçons et les filles ne vont pas à l'école et les dons sont inexistants. C'est tellement difficile que les religieuses demandent la charité au père Coca, mais il évoque la possibilité d'abandonner les sœurs pour chercher une aumônerie. Mère Petra et ses compagnes dorment par terre. Peu à peu, avec leur travail et leur caractère, elles conquièrent les habitants du quartier et sont progressivement intégrées.
Établie et acceptée à Malaga, Mère Petra commence à envisager de fonder une autre maison à Ronda, qui est une ville voisine et dont le Padre Coca était originaire. Bientôt, une possibilité de prendre en charge la gestion d'une fondation promue par un curé de la ville surgit, et l'évêque recommande Mère Petra pour cette œuvre. La fondation est un hôpital, ce qui ne plaît pas à Mère Petra, qui préférerait un asile pour les abandonnés mais elle pense pouvoir reconvertir la fondation. Contrairement à Malaga, à Ronda, la population les accueille chaleureusement et elles reçoivent beaucoup d'aide et d'affection.
La possibilité de prendre en charge une fondation pour les laissés-pour-compte lui vient d'Antonio Ruiz Higuero. Ruiz explique à la Mère Petra son désir de fonder un foyer pour les abandonnés, et comme les Petites Sœurs des pauvres ont déjà un foyer à Ronda pour les personnes âgées, il propose à la Mère de créer un asile pour les orphelins. Le bienfaiteur s'occupe du coût de la maison et de son entretien et ne demande qu'une seule condition : l'asile doit être dans le couvent de la Mère de Dieu des sœurs dominicaines. Ruiz est un parent de l'abbesse et avait conclu un accord avec elle, selon lequel la congrégation lui donnait une partie ruinée du couvent et des jardins en échange de la réparation du reste des bâtiments. Le 19 mars 1884, l'asile de San José est inauguré pour les orphelins de Ronda. Mère Petra accepte la direction de l'hôpital Santa Bárbara avec la construction de l'asile pour les orphelins. Pendant cette période, elle commence des visites à domicile de familles malades et nécessiteuses. Une fois l'asile ouvert, elle ajoute des classes gratuites pour externes. C'est actuellement un collège appelé "La Inmaculada et San José de la Montaña".
Le 16 juillet 1884, elles prennent officiellement possession de la direction de l’hôpital Gabino à Gibraltar par une messe présidée par l’évêque Gonzalo Canilla. L'idée de leur confier l'hôpital vient du prêtre de la paroisse, Gabriel Femenías, que Mère Petra avait rencontré lors d'un précédent voyage qu'elle avait fait pour reprendre un autre hôpital, un projet non réalisé. Le début de son séjour à Gibraltar est particulièrement difficile pour elle, puisqu’une de ses nièces décide de quitter la congrégation, ce qui aurait pu être un scandale à l’époque. De plus, des problèmes surgissent avec ceux qui sont hébergés dans l'asile, qui ne sont pas habitués aux normes et qui cuisinaient même ce qu'ils voulaient. Les Mères établissent des horaires et séparent ceux qui sont accueillis par sexe et par âge. Mère Magdalena est responsable de cet asile.
Lors de la construction de l'asile de San José pour les orphelins de Ronda, la Mère Petra avait reçu une lettre d'Andújar pour prendre en charge l'asile mais la construction de Ronda et l'organisation de Gibraltar ne lui avaient pas permis d'y répondre immédiatement. À Adújar, il y avait un asile aussi chaotique que celui de Gibraltar, avec des fenêtres qui communiquaient avec la prison, et Mère Petra estimait qu'il était nécessaire de changer de lieu. Pour cela, elle choisit l’ancien couvent de Saint-Jean-de-Dieu qui abritait alors une école publique et des bureaux de la mairie, où l’asile d’Andújar est inauguré le 31 janvier 1885.
La nuit de Noël 1884, un tremblement de terre se produit en Andalousie avec une magnitude comprise entre 6,2 et 6,5 sur l’échelle de Richter et dure environ 10 secondes, avec un hypocentre situé entre 40 et 50 kilomètres sous terre, causant entre 1050 et 1200 victimes et environ deux fois plus de blessés. Mère Petra, qui était à Andújar préparant la nouvelle fondation, se rend à Malaga, où elle contacte l'évêque. Elle lui offre d'accueillir toutes les filles orphelines de la catastrophe dans l'ancien couvent des capucins. Mgr Gómez-Salazar. L'évêque, après quelques hésitations, accepte l'offre et donne l'ancien couvent à la congrégation et pour gérer les fonds économiques destinés à construire un nouvel asile (puisque toutes les installations de l'ancien couvent, à l'exception de l'église, ont subi de gros dégâts), un conseil d'administration est créé, le diocèse cédant des terres dans les Martiricos où, selon la tradition, les frères et sœurs Cyriaque et Paule d'Urusi ont subi le martyre. En outre, Trinidad Grund, veuve d'Heredia, fait un don au nom de l'ancienne reine Isabelle II.
L'évêque de Malaga ordonne à Mère Petra de San José de laisser par écrit les constitutions religieuses de la nouvelle congrégation, approuvées le 20 mars 1888 par Mgr Gómez-Salazar, déjà archevêque de Burgos. Mère Petra arrive à Barcelone le 25 novembre 1886, elle visite pour la première fois l’église de Bethléem, située sur les célèbres ramblas dans laquelle se trouve une image de la Vierge de Desamparados. Les religieuses ne connaissant personne dans la ville, elles sont accueillies par Dolores Badía, qui vend des bougies pour l'église dans sa maison où elle vit avec sa fille Mercedes Reisach Badía. Quelques jours plus tard, les Mères trouvent un appartement à louer. Le 17 janvier de l'année suivante, elles s'installent dans le quartier Sarrià-Sant Gervasi et le même jour, elles obtiennent l'autorisation de la curie pour l'érection canonique d'une communauté à Barcelone. Le jour de la Saint-Joseph est inaugurée la chapelle d’asile San Gervasio, dans laquelle sont placées les images de Notre-Dame des Abandonnés et de saint Joseph. Pour cette dernière, elle paye 200 pesetas et c'est la première référence que nous avons de l'image qui se trouve actuellement dans le sanctuaire royal de San-José de la Montaña, qui reçoit des milliers de pèlerins chaque année.
Le 23 juin 1887, elle demande l'autorisation d'installer le noviciat à Barcelone. La réponse du prélat arrive le 16 février de l’année suivante. Mère Petra appelle les novices de Malaga à faire les exercices spirituels et à se préparer pour l'inauguration, mais quelques jours avant la cérémonie, la notification du prélat refuse la permission accordée. Insatisfaite, sur les conseils d'un prêtre, elle demande le 25 avril 1888 la permission de Mgr Morgades, évêque de Vic, de transférer le noviciat à Manresa, accordée le 13 juin. Un an plus tard, le 5 juin 1889, les Mères Petra, Luisa Gonzaga et Josefa arrivent à la capitale de la comarque des Bages pour installer le noviciat inauguré le 31 juillet. La première prise d'habit est faite le 24 septembre avec les novices Asunción, Montserrat, Paula, María Rosa et Agustina. Le 27 avril 1890, jour de la fête du patronage de saint Joseph, Mère Pétra commence à écrire les chroniques de la congrégation.

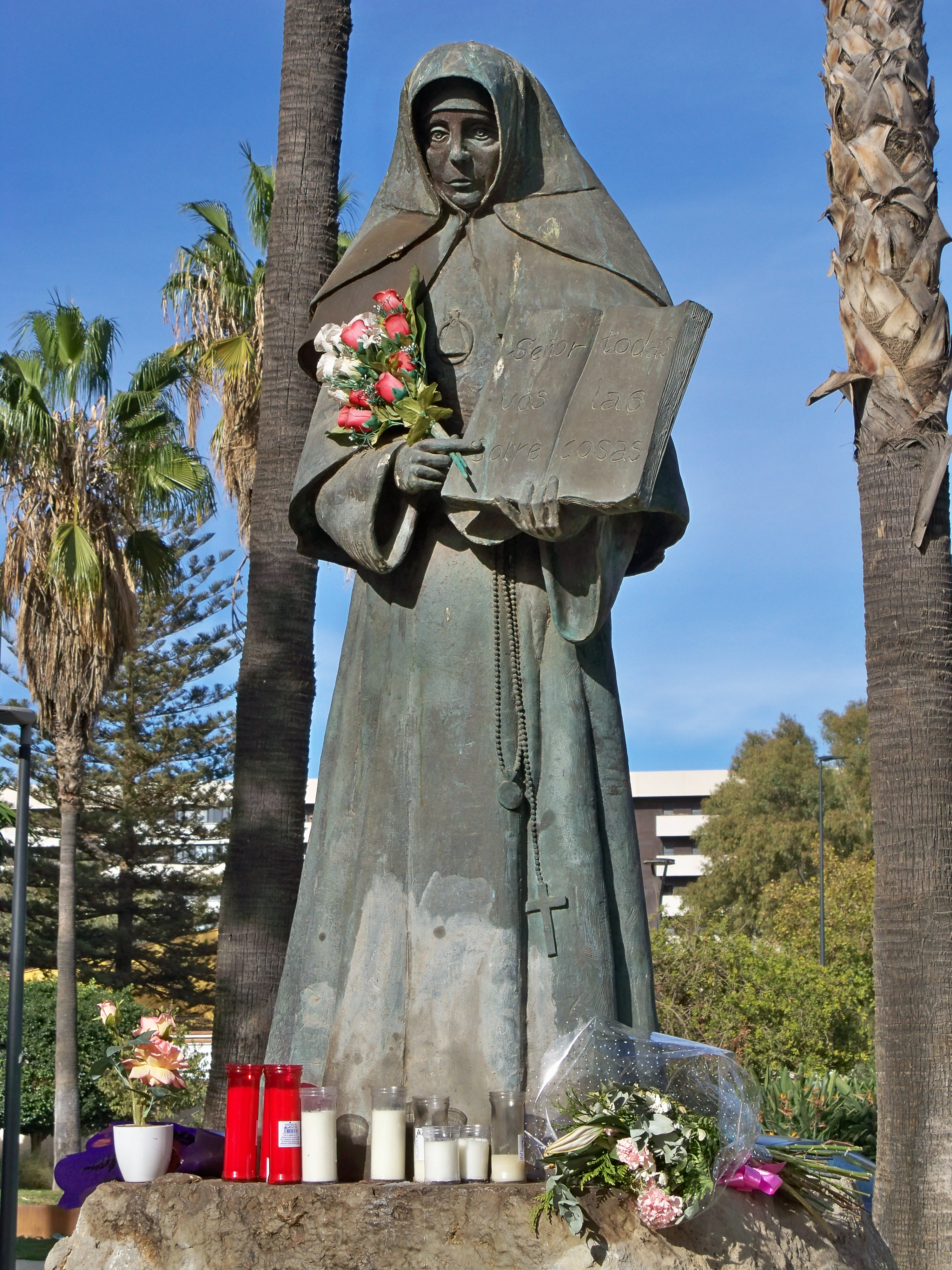
Monument installé à l'occasion du centenaire de sa mort (1906-2006), jardins de Madre Petra, Malaga, Espagne.

Le 23 mars 1891, Petra, accompagnée de Mère Natividad et du Père Ignacio Verdós, part pour Rome afin de présenter les constitutions religieuses au pape et d'obtenir son approbation, pour cela, elle apporte également des lettres de recommandation des évêques des différents diocèses où se trouvent des maisons de la congrégation. Les premiers jours, elle prie saint Joseph dans l'église Santi Claudio e Andrea dei Borgognoni ; elle rencontre les membres de la Congrégation des évêques et des réguliers, parmi lesquels son préfet, le cardinal Isidoro Verga. La veille de la Fête-Dieu, elle est reçue lors d'une audition publique par le pape Léon XIII. Le lendemain, elle entend la messe dans l'oratoire privé du souverain pontife et communie de sa main. Dans l'attente du décret papal, la Mère Pétra rend visite au cardinal Rampolla, secrétaire d'État de Léon XIII, pour l'informer de sa volonté de le demander comme protecteur de l'institut. Le 17 juillet 1891, un peu plus de trois mois après sa visite au pape, elle obtient le décret de louange en faveur de la congrégation.
Réalisant que sa fin est proche, Mère Petra part en pèlerinage à Montserrat le 30 juillet 1906 alors qu'elle a 60 ans et souffre d’un diabète très avancé, pour accomplir la promesse d'une neuvaine qu'elle avait faite à la Vierge de Montserrat de lui avoir accordé la possibilité de payer toutes les dettes de la construction du sanctuaire.

## Béatification
Le procès de canonisation est introduit en 1932. Le 14 juin 1971, Paul VI la reconnaît vénérable ; puis elle est béatifiée le 16 octobre 1994 par Jean-Paul II. Son corps repose dans le sanctuaire de Saint-Joseph de la Montagne de Barcelone, tout près du parc Güell.

## Source
- (es) Cet article est partiellement ou en totalité issu de l’article de Wikipédia en espagnol intitulé « Petra de San José » (voir la liste des auteurs).